# Peasistilifer edulis
Peasistilifer edulis is een slakkensoort uit de familie van de Eulimidae. De wetenschappelijke naam van de soort is voor het eerst geldig gepubliceerd in 1983 door Hoskin & Warén.